# Laura Mancini

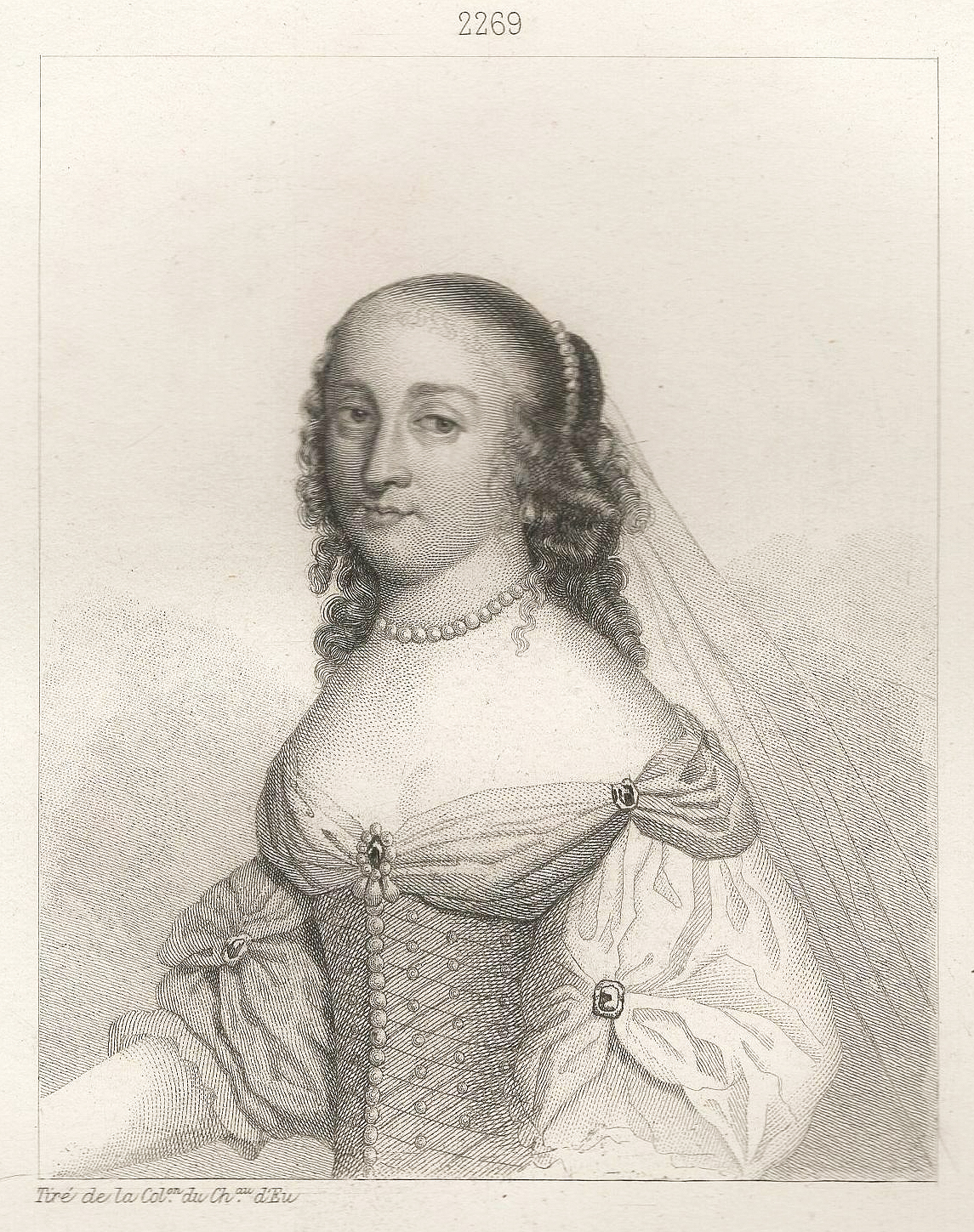
Laura Mancini

Laura Wiktoria Mancini, Księżna Mercœur i Vendôme, fr. Laure Mancini (ur. 6 maja 1636 w Rzymie  – zm. 8 lutego 1657 w Paryżu) – najstarsza z pięciu sióstr Mancini (siostrzenic kardynała Jules'a Mazarina), matka słynnego generała – Ludwika Józefa de Vendôme i ciotka jego największego oponenta – Eugeniusza Sabaudzkiego.

## Rodzina
Kiedy w 1650 zmarł ojciec Laury – baron Michele Lorenzo Mancini, matka Laury – Geronima Mazarini przeniosła się z córkami z Rzymu do Paryża. Miała nadzieję, że jej wpływowy brat kardynał pomoże dziewczynkom w znalezieniu dobrze urodzonych mężów. Ich kuzynki Martinozzi, również przeniosły się do Francji w tym samym czasie – również aby zawrzeć świetne małżeństwa. Ich uroda i zainteresowanie samego króla Ludwika XIV szybko spowodowały, że znalazły się one w centrum zainteresowania całego dworu. Wszystkie te panny nazywano na dworze Mazarinettes:
- Olimpia Mancini (1638–1708), poślubiła Eugeniusza Maurycego Sabaudzkiego, hrabiego Soissons
- Maria Mancini (1639–1715), była kochanką Ludwika XIV, potem poślubiła Wawrzyńca, księcia Colonna
- Anna Maria Martinozzi (1637–1672), poślubiła Armanda Burbona, księcia de Conti
- Laura Martinozzi (1639–1687), poślubiła Alfonsa IV d’Este, księcia Modeny
- Hortensja Mancini (1646–1699), poślubiła Armanda Karola de la Porte de La Meilleraye, który otrzymał tytuł księcia Mazarin
- Maria Anna Mancini (1649–1714), poślubiła Godefroya Maurycego de La Tour d'Auvergne, księcia Bouillon

Jej braćmi byli: Paweł, Filip i Alfons.

## Małżeństwo
Sama Laura poślubiła Ludwika II de Vendôme, syna Cezara Burbona – księcia Vendôme. Mieli oni troje dzieci:
- Ludwika Józefa (1654–1712), księcia de Vendôme
- Filipa (1655–1727), nazywanego księdzem de Vendôme
- Juliusza Cezara (1657–1660)

Laura zmarła na skutek komplikacji po urodzeniu swojego trzeciego dziecka, w wieku 21 lat. Jej syn – Juliusz Cezar zmarł 3 lata później. Mąż Laury nigdy nie ożenił się ponownie – wstąpił do zakonu i został kardynałem. Dwóch starszych synów wychowała siostra Laury – Maria Anna Mancini, która była tylko kilka lat starsza od nich.